# Andreas Hannewaldt
Andreas Hannewaldt von Eckersdorf (auch Hanniwald, Hannewald; tschechisch Ondřej Hannewald z Eckersdorfu * um 1560; † nach 1622) war ein politisch einflussreicher Reichshofrat am Hof Rudolf II. in Prag.

## Familie
Er entstammte einer schlesischen Familie aus Bunzlau. Sein Vater Simon Hannewaldt war Rat der schlesischen Stände in Breslau und wurde 1569 in den Reichsadelsstand aufgenommen. Die Mutter Eva war eine geborene Wolf. Sein Bruder Adam (1567–1621) war schlesischer Kammerrat. Hannewaldt heiratete in erster Ehe eine Tochter des Reichshofrates Andreas von Erstensberger. Nach deren Tod vermählte er sich am 4. Mai 1609 in Prag mit Magdalena Helena verwitwete Michalowitsch, geborene Freiin von Waldstein.

## Leben
Andreas Hannewaldt studierte an den Universitäten Padua und Bologna. Wahrscheinlich schon vorher war er vom evangelischen zum katholischen Glauben konvertiert.
Hannewaldt war zunächst in der Kanzlei von Erzherzog Maximilian und des Breslauer Bischofs Andreas von Jerin tätig. Als Gesandter des Erzherzogs kam er 1588 an den Hof des Kaisers Rudolf II. in Prag. Er wechselte in kaiserliche Dienste und war 1590 Hofsekretär. Spätestens seit 1593 war er Sekretär des Geheimen Rates. Im kaiserlichen Auftrag war er 1594 erfolgreich auf dem Reichstags in Regensburg tätig. Daraufhin erfolgte seine Ernennung zum kaiserlichen Rat und Reichshofsekretär.
1594 wurde Hannewaldt Mitglied des Reichshofrates, in dem er einen beträchtlichen politischen Einfluss ausübte. Auch an der Vorbereitung des Regensburger Reichstags von 1597 war er wesentlich beteiligt und dort auch selbst tätig. Seit 1601 vertraute ihm der Kaiser auch Gesandtschaften zu verschiedenen Reichsständen an. So war er in diesem Jahr in Ostfriesland, um dort von den Ständen eine finanzielle Unterstützung für den Türkenkrieg zu erbitten. Dies war einer der Auslöser für Unruhen, die sich gegen die Steuerpolitik des Grafen Enno richteten. Für den Reichstag von 1603, der ebenfalls in Regensburg stattfand, entwarf er die kaiserlichen Schriftstücke im Auftrag des Erzherzogs Matthias als kaiserlichem Stellvertreter. Auf Betreiben des Reichsvizekanzlers Leopold von Stralendorf wurde Hannewaldt 1606 zum Geheimen Rat ernannt. Zusammen bestimmten sie die kaiserliche Reichspolitik entscheidend mit.
Wegen seines unbegrenzten Zugangs zum Kaiser und seinem Einfluss auf die Reichspolitik wird er teilweise als Graue Eminenz Rudolfs II. bezeichnet. Sein stark betonter Katholizismus und sein im kaiserlichen Dienst erworbener Reichtum hatten ihm Gegner geschaffen. Sie unterstellten ihm exzessiven Alkoholgenuss sowie Verrat von Staatsgeheimnissen an seine protestantischen Verwandten. Seine bürgerliche Herkunft wurde stark überzeichnet und das Gerücht verbreitet, der Vater sei von einer gemeinen offentlichen Hure geboren worden. Zusammen mit seinem Bruder Adam setzte er sich am Hof auch für schlesische Interessen ein. So befürwortete er 1608 die Erhebung von Karl von Österreich zum Bischof von Breslau.
Auf dem Reichstag von 1608 stand er klar gegen die protestantischen Stände. Er setzte sich für die Rekatholisierung von Donauwörth ein. Auch mit seiner Haltung im Jülich-Klevischen Erbfolgestreit machte er sich die protestantischen Stände zu Gegnern. Allerdings war er trotz seiner gegenreformatorischen Haltung auch politischer Realist. Er riet dem Kaiser zur Kompromissbereitschaft gegenüber den böhmischen Ständen und befürwortete auch den kaiserlichen Majestätsbrief, wodurch er sich Kritik des bayerischen Herzogs Maximilian I. zuzog. Er stand auch auf der Seite des Markgrafen Ernst Friedrich von Baden und dessen Bruder Georg Friedrich von Baden, obwohl beide Protestanten waren.
Seine Haltung im Streit im Haus Habsburg ist nicht ganz deutlich. Die Schuld am Konflikt, der um 1606 an Schärfe gewann, wurde von kaiserlicher Seite dem Bischof Melchior Khlesl zugeschrieben. Dieser wiederum machte die Ratschläge Hannewaldts als Ursache aus. Nach dem Marsch des Erzherzogs Matthias auf Prag 1611 wurde Hannewaldt festgenommen, jedoch einige Monate später wieder frei gelassen. Wenig später wurde er zum kaiserlichen Gesandten für den Kurfürstentag von Nürnberg ernannt. Nach dem Tod Rudolfs II. übernahm ihn 1612 dessen Nachfolger Kaiser Matthias. In dessen Namen bereitete er den bevorstehenden Reichstag vor. Nach 1613 spielte er kaum noch eine politische Rolle. 1616 erwarb er das westlich von Prag gelegene Schloss Průhonice.